# Gustavo Giovannoni
Gustavo Giovannoni (1er janvier 1873, Rome – 15 juillet 1947, Rome) est un architecte, urbaniste et ingénieur italien. Il a un impact sur l'architecture nationale de son temps et participe à la construction de Forlì qui devait être une ville vitrine du régime fasciste.

## Biographie
Élève de Camillo Boito, il oriente ses activités selon deux voies distinctes après avoir été diplômé en 1895 à la Sapienza : la voie professionnelle et la voie académique, qui l'entraîne à devenir assistant en école d'ingénierie. Dans le même temps, il s'intéresse et organise des recherches historique et artistique et plus particulièrement sur le champ de l'histoire de l'architecture.

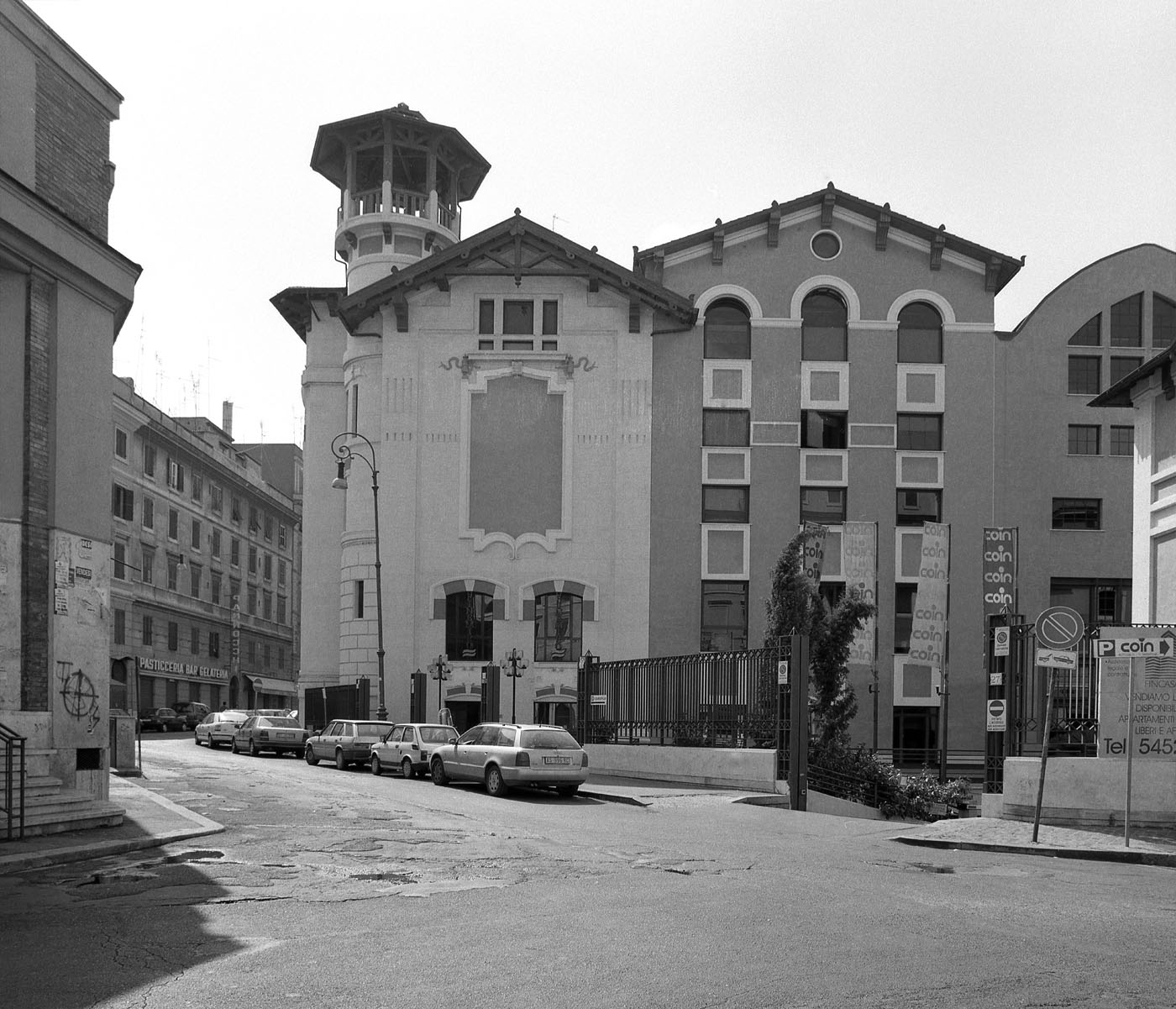
L'ancienne brasserie Peroni, via Mantova à Rome.

Tout en étant historien, critique, ingénieur, architecte et urbaniste, Giovannoni est très actif dans le milieu pédagogique. Ugo Ojetti le considérait comme le meilleur connaisseur de l'histoire de l'architecture italienne. En 1913, il dirige la chaire pour « l'Ecole royale d'application d'ingénierie ». Entre 1914 et 1915 il dirige avec Leo Montecchi la SS Lazio, où il restera après son départ un des membres. Entre 1927 et 1935, il est le directeur de l'école d'architecture de Rome. Il est l'un des promoteurs de la fondation de la faculté d'architecture au sein de l'université de Rome avec pour objectif le « rétablissement et la rénovation des monuments ».
Comme académicien et historien, il porte une attention particulière sur le concept de cité moderne qu'il infuse auprès des jeunes générations. Il a l'occasion d'appliquer beaucoup de ses idées lors de la révision architecturale de Forlì qui devait devenir la « Ville du Duce », une vitrine du régime et une « petite Rome ».
Impliqué dans la promotion et l'organisation d'activités culturelles, il collabore à la fondation de l'« Istituto di Studi Romani », il est membre du conseil exécutif de la Société philologique de Rome et est membre de plusieurs autres instituts académiques comme la « Società Romana di Storia Patria ». Ses premiers projets concernent des bâtiments destinés à un usage productif et à la construction de zones résidentielles. En 1921, il collabore avec Marcello Piacentini avec qui il fonde la revue « Architettura e arti decorative » qui existera jusqu'à fin 1931.
Il est impliqué dans l’œuvre de reconstruction menée pour faire face aux dégâts subis par le tremblement de terre de 1915 au sein d'une commission universitaire. Il participe lors de ces années à de nombreux projets pour la reconstruction des édifices et villages détruits. De 1921 à 1926 il dirige la direction de la section romaine du Club Alpino Italiano (CAI) et supervise la construction de nombreux refuges dans les Apennins et plus particulièrement dans les Abruzzes. Il fait partie du premier conseil d'administration du Parc national des Abruzzes, créé en 1923 avec son soutien et celle du député Erminio Sipari.
En 1939, il fonde le Centro di Studi per la Storia dell'Architettura de Rome près de la Casa dei Crescenzi et de via Teatro Marcello.

## Œuvres

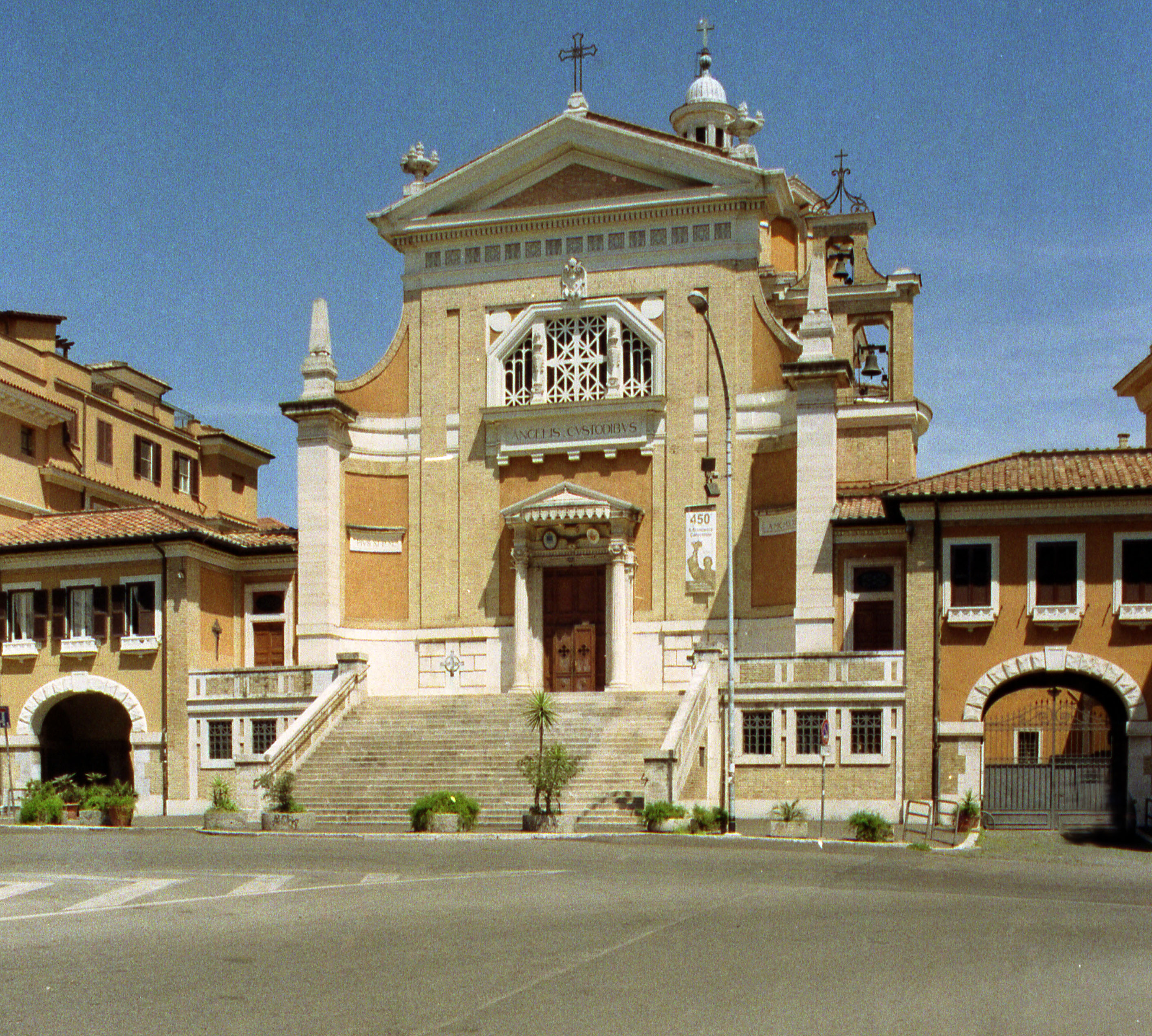
Chiesa degli Angeli Custodi, Rome, 1920.

### Création
- Palazzo Soderini Frankenstein (projet de l'Arch. Clotilde Brewster) e Villino Soderini in via Principessa Clotilde / via Ferdinando di Savoia, Roma 1900-02[4],[5]
- Palazzetto Torlonia in via Tomacelli, Roma 1908-09
- Ancienne brasserie Peroni, Roma 1902-13
- Église Santi Angeli Custodi, Roma 1920

### Restauration
- Villino Calderai Torlonia, Rome, 1910.
- Temple d'Hercule, Cori 1913.
- Eglise de San Pietro, Cori 1913.
- Chiesa di Santa Maria del Piano, Ausonia, 1916.
- Église de Sant'Andrea, Orvieto, 1930.
- Eglise de Santo Stefano degli Abissini, Cité du Vatican, 1931.
- Eglise de San Domenico, Orvieto 1934

### Intervention sur le plan urbanistique
- Régulation de la Via dei Coronari, Rome, 1913.
- Quartiere del Rinascimento, Rome, 1913-1918.
- Plan pour la régulation du vieux Bari, 1931.
- Plan pour la régulation des bâtiments de Berghame, 1934.

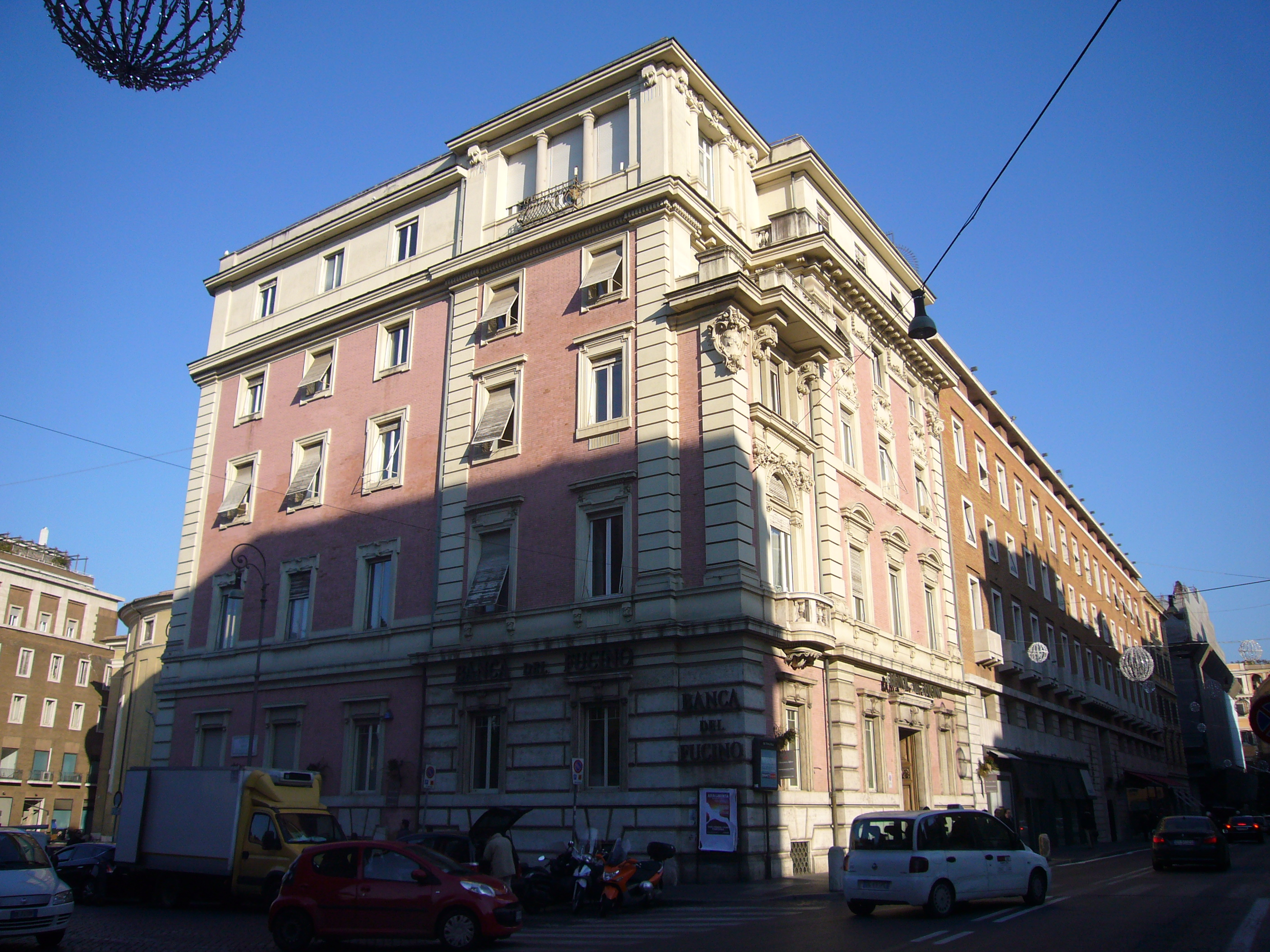
Palazzetto Torlonia, Roma 1908-09
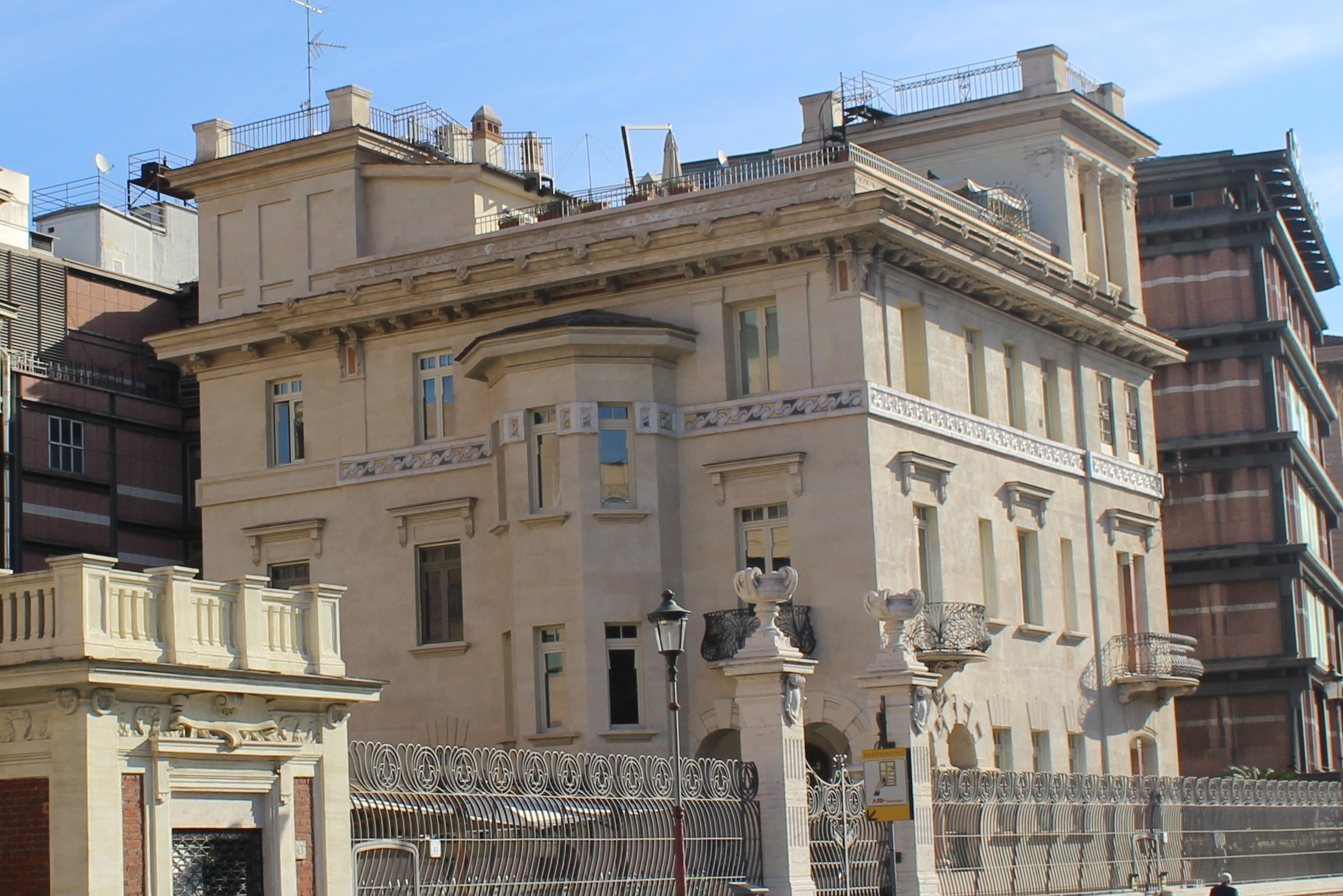
Villino Calderai, Roma 1910
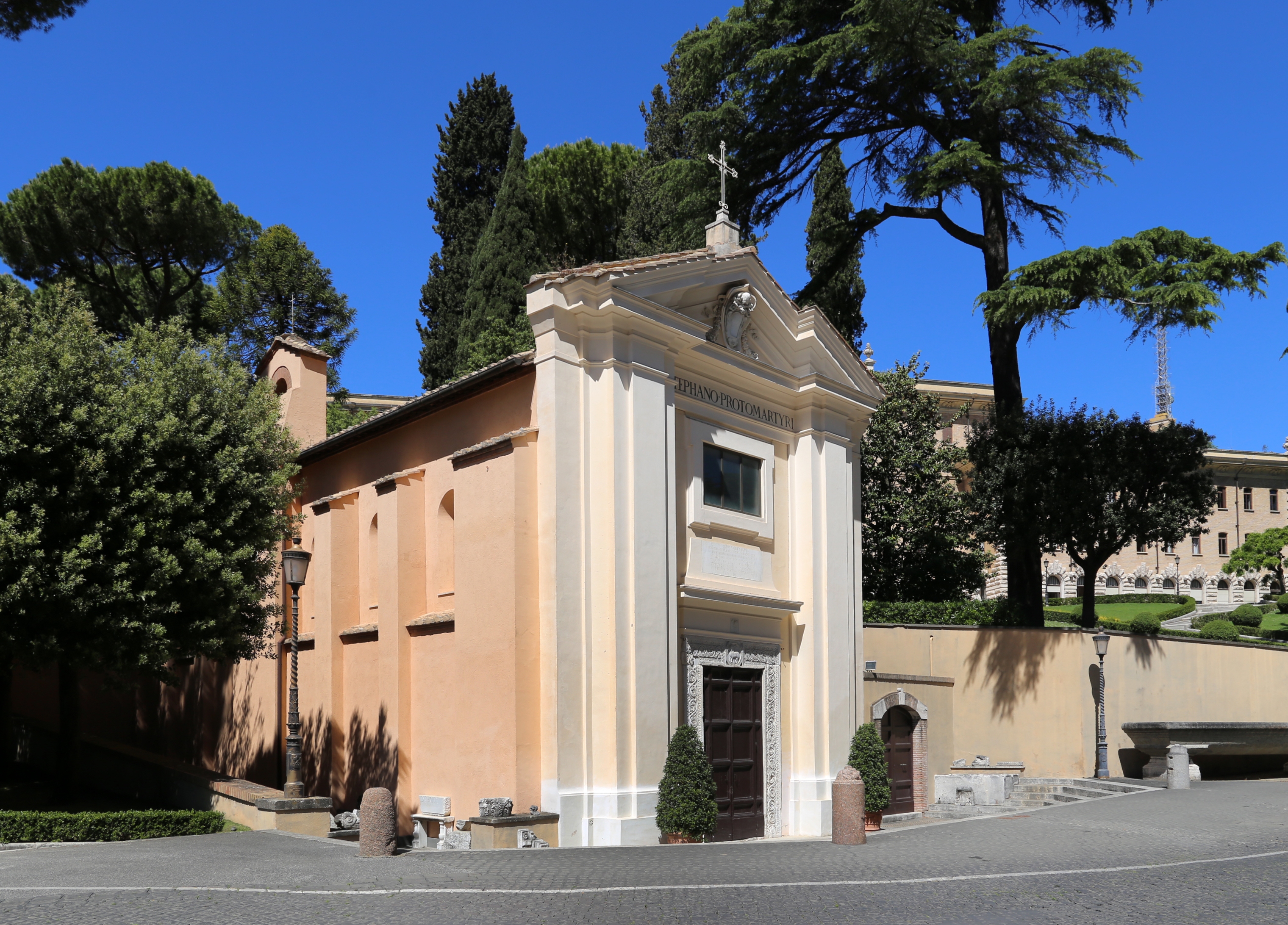
Santo Stefano degli Abissini, 1931
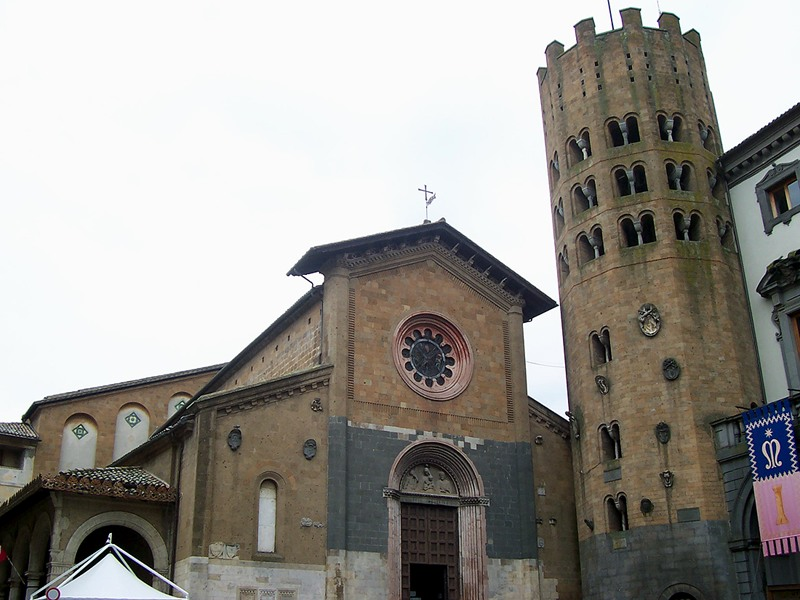
Sant'Andrea, Orvieto
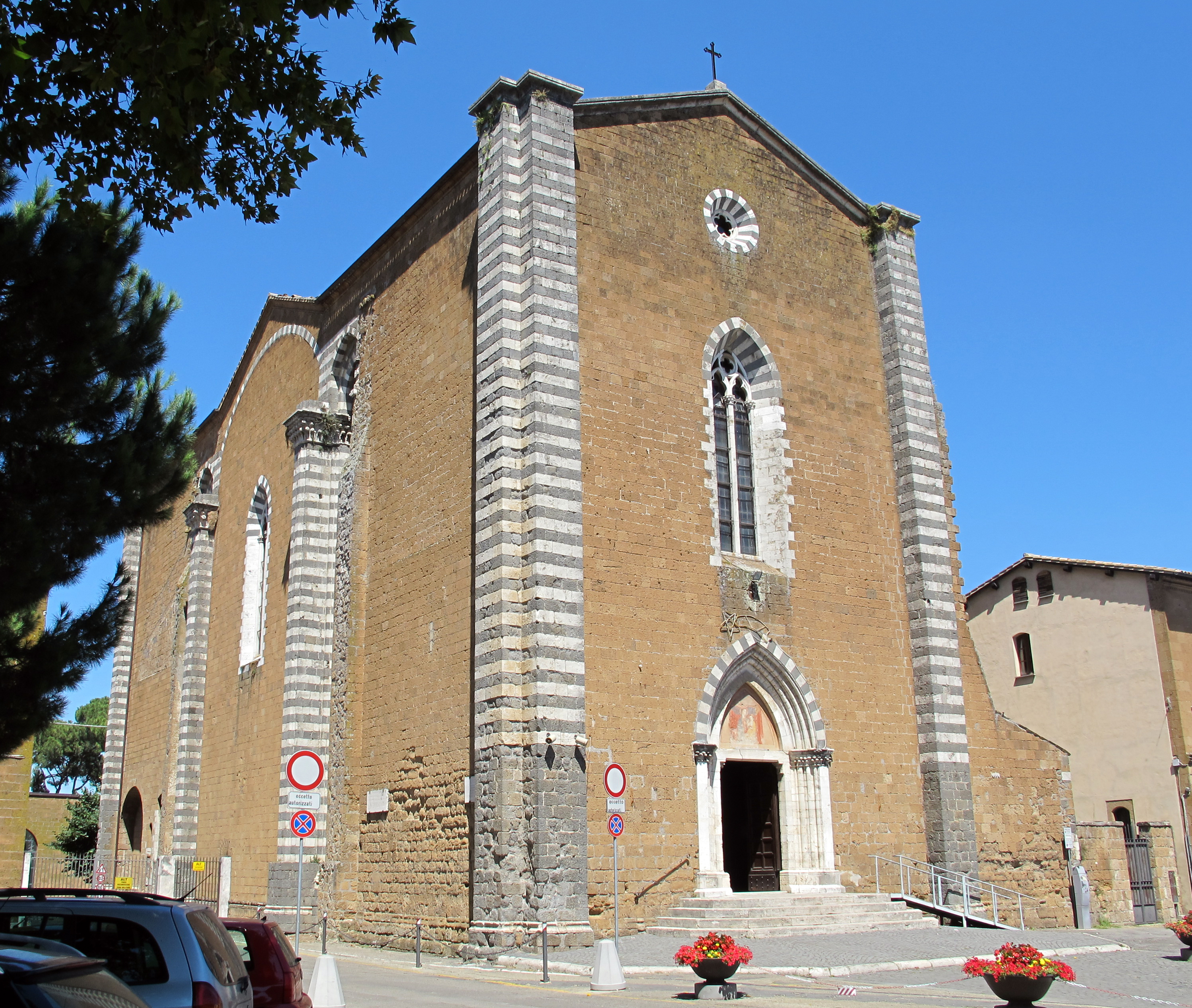
San Domenico, Orvieto 1934

## La pensée et la méthode.
Dans la première moitié du XXe siècle, l'intérêt de la culture historique, concentrée jusqu'alors sur les monuments, commence à s’élargir et à prendre en compte les alentours qui forment ainsi un ensemble d'où le monument central doit surgir. Sont ainsi mis en valeur les espaces qui jouxtent les structures monumentales. Les principaux contributeur de ce point de vue sont des urbanistes modernes des pays allemands et partisans d'un environnement à « échelle humaine ». Ce concept est ainsi fortement influencé par des penseurs anglais comme August Pugin, John Ruskin et William Morris. Dans ses propres recherches, Giovannoni se concentre sur les aspects constructif et stylistique en mettant en lumière des problèmes concernant l'architecture et les espaces. Il réussit ainsi à aborder des sujets relevant de l'histoire de l'architecture avec d'autres disciplines artistiques.
Un aspect important dans la pensée de Giovannoni est l'attention particulière portée sur le rapport entre le « neuf » et l'« antique », c'est-à-dire entre le passé et le présent des édifices, dans tous les sens du terme. Il propose ainsi une adaptation fonctionnelle pour les édifices qu'ils soient antiques ou contemporains. Il insiste toute sa carrière durant sur une restauration scientifique qui conserve le monument et l'environnement qui l'entoure. Il se rend compte que lors d'une restauration, il est impossible de fixer des critères univoques.
Il se positionne entre le courant archéologique qui tient à maintenir le monument en état—c'est-à-dire avec ses dégradations—et le courant de restauration stylistique qui soutient une rénovation vers l'état hypothétiquement original de l’œuvre. Giovannoni favorise l'emploi de techniques modernes pour l'entretien des monuments sans oublier leurs formes et leurs passé. Sa méthode consiste à prévenir autant que possible les opérations de restauration.

## Citations
Gustavo Giovannoni peu avant l'ouverture de l'école d'Architecture de Rome:
« Non confondiamo due argomenti diversissimi, quali quelle delle tendenze stilistiche e dell'indirizzo didattico. [...] il mio pensiero: bando alle mode effimere [...] e ricerca di un razionalismo costruttivo, senza che questa ricerca ci faccia rompere i ponti con il passato ed interrompa il filo di una mirabile tradizione continua per la quale ancora in parte l'Italia domina il mondo. [...] L'architetto deve essere anzitutto un costruttore e dalla struttura profondamente intesa devono derivare le forme: fare l'inverso con l'immaginare la composizione astratta, il prospetto vuoto […] è procedimento irrazionale, da cui il giovane non riuscirà mai più a guarire. »
« Ne confondons pas deux sujets différents comme les tendances stylistiques et l'intérêt didactif. [...] je penche pour cette vision des choses : ne pas se fier aux modes éphemères [...] et être à la recherche d'un rationalisme constructif, sans toutefois que cette recherche ne rompe les ponts et coupe le fil qui nous lie au passé et à une tradition donne à l'Italie une dimension mondiale. [...] L'architecte doit être avant tout un constructeur et doit imaginer une structure dont devra découler la forme: agir autrement, imaginer une composition abstraite, le vide [...] est un processus irrationnel, dont les jeunes générations ne pourront plus jamais guérir. »

## Écrits
- (it) Gustavo Giovannoni, « La sala termale della villa liciniana e le cupole Romane », Annali della Società degli Ingegneri e degli Architetti Italiani, vol. 19.1904/3,‎ 1904, p. 165–201.
- (it) Gustavo Giovannoni, La tecnica della costruzione presso i romani, Rome, 1925.
- (it) Saggi sull'architettura del Rinascimento, Milan, 1931.
- (it) Gustavo Giovannoni, Sei studi di storia dell'architettura medievale e moderna, in "Un secolo di progresso scientifico in Italia 1839-1939", Rome, 1940.
- Lezioni di Architettura Generale, texte didactique "manuscrit" relégué dans pp. 371, figure n. 288, presso Della Rosa Franco - CH-Cümun da Val Müstair.
- G. Giovannoni, L'Ercole e Lica del Canova nella nuova sala della Galleria Nazionale al Palazzo Corsini, Bollettino d'Arte, 2, 1908.
- G. Giovannoni, Restauro di monumenti. I, Bollettino d'Arte, 1-2, 1913.